# Canton de Port-sur-Saône
Le canton de Port-sur-Saône est une circonscription électorale française située dans le département de la Haute-Saône et la région Bourgogne-Franche-Comté.

## Géographie
Ce canton est organisé autour de Port-sur-Saône dans les arrondissements de Lure et de Vesoul. Son altitude varie de 206 m à 417 m (Le Val-Saint-Éloi)

## Histoire
Par décret du 17 février 2014, le nombre de cantons du département est divisé par deux, avec mise en application aux élections départementales de mars 2015. Le canton de Port-sur-Saône est conservé et s'agrandit. Il passe de 17 à 46 communes.

## Représentation

### Conseillers d'arrondissement (de 1833 à 1940)
| Période                                  | Période          | Identité                     | Étiquette    | Qualité |
| ---------------------------------------- | ---------------- | ---------------------------- | ------------ | --- |
| 1833                                     | 1848             | Louis Jean Charles Lanceleux |              | Propriétaire rentier à Grattery                                                                             |
|                                          |                  |                              |              | |
|                                          | 1902 (démission) | Paul Petit                   | Nationaliste | Industriel, maire de Port-sur-Saône                                                                         |
|                                          |                  |                              |              | |
| 1919                                     | 1940             | Armand Guenot                | Rad.         | Propriétaire à Breurey-lès-Faverney                                                                         |
| 1940                                     |                  |                              |              | Les conseils d'arrondissement ont été suspendus par la loi du 12 octobre 1940 et n'ont jamais été réactivés |
| Les données manquantes sont à compléter. |                  |                              |              | |

### Conseillers généraux de 1833 à 2015
| Période | Période          | Identité                    | Étiquette    | Qualité |
| ------- | ---------------- | --------------------------- | ------------ | --- |
| 1833    | 1837 (décès)     | Gérôme Galaire (1772-1837)  |              | Maître de forges à Mailleroncourt Maire de Port-sur-Saône                                                        |
| 1837    | 1848             | François Hippolyte Guy      |              | Avocat à Conflandey, propriétaire de forges                                                                      |
| 1848    | 1861 (décès)     | Jean Joseph Peignot         |              | Juge de paix à Port-sur-Saône                                                                                    |
| 1861    | 1871             | Jean-Baptiste Berthod       |              | Maire de Fleurey-lès-Faverney                                                                                    |
| 1871    | 1875 (décès)     | Louis Charles Henry Maistre |              | Conseiller à la Cour d'appel de Besançon                                                                         |
| 1875    | 1886             | Pierre Galaire              | Droite       | Maître de forges, propriétaire à Port-sur-Saône                                                                  |
| 1886    | 1892             | Jules Blandin               | Républicain  | Docteur en médecine à Port-sur-Saône                                                                             |
| 1892    | 1902 (démission) | Sigismond Tisserand         | Républicain  | Négociant - Maire de Port-sur-Saône                                                                              |
| 1902    | 1904             | Paul Petit                  | Nationaliste | Industriel, maire de Port-sur-Saône, conseiller d'arrondissement                                                 |
| 1904    | 1920 (décès)     | Louis-Joseph Monnot         | Rad.         | Négociant à Port-sur-Saône, suppléant de la justice de paix                                                      |
| 1920    | 1928             | Paul-Henri Liautey          | Républicain  | Négociant - Maire de Port-sur-Saône                                                                              |
| 1928    | 1940             | André Liautey               | Rad.         | arbitre au tribunal de commerce de la Seine Député (1932-1940) Ministre (1936-1938) Président du Conseil Général |
|         |                  |                             |              | |
| 1943    | 1945             | Paul Hug                    |              | Maire de Villers-sur-Port Nommé conseiller départemental en 1943                                                 |
|         |                  |                             |              | |
| 1945    | 1972 (décès)     | André Liautey               | RGRIF        | Député (1932-1942 et 1951-1955) Ancien Président du Conseil Général Ancien Maire de Port-sur-Saône               |
| 1972    | 1988             | René Fouquet                | DVD puis UDF | Maire de Port-sur-Saône                                                                                          |
| 1988    | 1994             | Jean-Marie Parat            | PS           | Employé Maire de Conflandey                                                                                      |
| 1994    | 2015             | Jean-Paul Mariot,           | DVG puis PS  | Cadre bancaire Maire de Port-sur-Saône (1989-2020) Député (1997-2002)                                            |

### Représentation à partir de 2015
| Période élective | Période élective | Mandat | Mandat   | Identité           | Nuance | Nuance | Qualité |
| ---------------- | ---------------- | ------ | -------- | ------------------ | ------ | ------ | --- |
| 2015             | 2021             | 2015   | 2021     | Jean-Paul Mariot   |        | PS     | Cadre bancaire retraité Maire de Port-sur-Saône (1989-2020) Député (1997-2002)                                                  |
| 2015             | 2021             | 2015   | 2021     | Christelle Rigolot |        | DVG    | Infirmière Conseillère municipale de Faverney Présidente de la 7ème commission - Administration Générale, Affaires Immobilières |
| 2021             | 2028             | 2021   | en cours | Jean-Marie Bertin  |        | DVG    | Cadre de la fonction publique Maire d'Amance                                                                                    |
| 2021             | 2028             | 2021   | en cours | Christelle Rigolot |        | DVG    | Conseillère sortante |

### Résultats détaillés

#### Élections de mars 2015
À l'issue du 1er tour des élections départementales de 2015, trois binômes sont en ballottage : Jean-Paul Mariot et Christelle Rigolot (PS, 37,94 %), Nathalie Batonnaire et Antoni Magnin (FN, 32,28 %) et Franck Tisserand et Émilie Toulouse (UMP, 29,77 %). Le taux de participation est de 60,12 % (6 667 votants sur 11 089 inscrits) contre 59,21 % au niveau départemental et 50,17 % au niveau national.
Au second tour, Jean-Paul Mariot et Christelle Rigolot (PS) sont élus avec 39,14 % des suffrages exprimés et un taux de participation de 62,67 % (2 609 voix pour 6 943 votants et 11 078 inscrits).

#### Élections de juin 2021
Le premier tour des élections départementales de 2021 est marqué par un très faible taux de participation (33,26 % au niveau national). Dans le canton de Port-sur-Saône, ce taux de participation est de 40,38 % (4 373 votants sur 10 829 inscrits) contre 40,34 % au niveau départemental. À l'issue de ce premier tour, deux binômes sont en ballottage : Jean-Marie Bertin et Christelle Rigolot (DVG, 45,48 %) et Sandrine Robin et Luc Simonel (DVD, 28,92 %).
Le second tour des élections est marqué une nouvelle fois par une abstention massive équivalente au premier tour. Les taux de participation sont de 34,36 % au niveau national, 42,9 % dans le département et 42,22 % dans le canton de Port-sur-Saône. Jean-Marie Bertin et Christelle Rigolot (DVG) sont élus avec 59,95 % des suffrages exprimés (2 489 voix pour 4 572 votants et 10 828 inscrits),,.

## Composition

### Composition avant 2015
Le canton de Port-sur-Saône regroupait 17 communes.
| Nom                        | Code Insee | Codepostal | Superficie (km2) | Population (dernière pop. légale) | Densité (hab./km2) |
| -------------------------- | ---------- | ---------- | ---------------- | --------------------------------- | ------------------ |
| Port-sur-Saône (chef-lieu) | 70421      | 70170      | 24,59            | 3 022 (2012)                      | 123                |
| Amoncourt                  | 70015      | 70170      | 4,04             | 319 (2012)                        | 79                 |
| Auxon                      | 70044      | 70000      | 12,51            | 431 (2012)                        | 34                 |
| Bougnon                    | 70079      | 70170      | 9,18             | 511 (2012)                        | 56                 |
| Breurey-lès-Faverney       | 70095      | 70160      | 19,48            | 580 (2012)                        | 30                 |
| Chaux-lès-Port             | 70146      | 70170      | 4,15             | 141 (2012)                        | 34                 |
| Conflandey                 | 70167      | 70170      | 5,30             | 383 (2012)                        | 72                 |
| Équevilley                 | 70214      | 70160      | 9,46             | 131 (2012)                        | 14                 |
| Flagy                      | 70235      | 70000      | 9,70             | 155 (2012)                        | 16                 |
| Fleurey-lès-Faverney       | 70236      | 70160      | 11,29            | 424 (2012)                        | 38                 |
| Grattery                   | 70278      | 70170      | 6,19             | 200 (2012)                        | 32                 |
| Mersuay                    | 70343      | 70160      | 11,75            | 284 (2012)                        | 24                 |
| Provenchère                | 70426      | 70170      | 5,82             | 279 (2012)                        | 48                 |
| Scye                       | 70483      | 70170      | 5,84             | 121 (2012)                        | 21                 |
| Le Val-Saint-Éloi          | 70518      | 70160      | 7,06             | 105 (2012)                        | 15                 |
| Vauchoux                   | 70524      | 70170      | 4,64             | 126 (2012)                        | 27                 |
| Villers-sur-Port           | 70566      | 70170      | 10,25            | 218 (2012)                        | 21                 |

### Composition depuis 2015
Le canton de Port-sur-Saône est constitué de 46 communes entières.
| Nom                                    | Code Insee | Intercommunalité     | Superficie (km2) | Population (dernière pop. légale) | Densité (hab./km2) | Modifier                                    |
| -------------------------------------- | ---------- | -------------------- | ---------------- | --------------------------------- | ------------------ | ------------------------------------------- |
| Port-sur-Saône (bureau centralisateur) | 70421      | CC Terres de Saône   | 24,59            | 2 966 (2022)                      | 121                | modifier les données · modifier les données |
| Amance                                 | 70012      | CC Terres de Saône   | 17,54            | 668 (2022)                        | 38                 | modifier les données · modifier les données |
| Amoncourt                              | 70015      | CC Terres de Saône   | 4,04             | 268 (2022)                        | 66                 | modifier les données · modifier les données |
| Anchenoncourt-et-Chazel                | 70017      | CC Terres de Saône   | 13,91            | 229 (2022)                        | 16                 | modifier les données · modifier les données |
| Anjeux                                 | 70023      | CC de la Haute Comté | 8,71             | 144 (2022)                        | 17                 | modifier les données · modifier les données |
| Auxon                                  | 70044      | CC Terres de Saône   | 12,51            | 402 (2022)                        | 32                 | modifier les données · modifier les données |
| Bassigney                              | 70052      | CC de la Haute Comté | 6,18             | 121 (2022)                        | 20                 | modifier les données · modifier les données |
| Baulay                                 | 70056      | CC Terres de Saône   | 8,22             | 323 (2022)                        | 39                 | modifier les données · modifier les données |
| Betoncourt-Saint-Pancras               | 70069      | CC de la Haute Comté | 6,35             | 41 (2022)                         | 6,5                | modifier les données · modifier les données |
| Bougnon                                | 70079      | CC Terres de Saône   | 9,18             | 501 (2022)                        | 55                 | modifier les données · modifier les données |
| Bouligney                              | 70083      | CC de la Haute Comté | 14,20            | 404 (2022)                        | 28                 | modifier les données · modifier les données |
| Bourguignon-lès-Conflans               | 70087      | CC Terres de Saône   | 8,02             | 136 (2022)                        | 17                 | modifier les données · modifier les données |
| Breurey-lès-Faverney                   | 70095      | CC Terres de Saône   | 19,48            | 597 (2022)                        | 31                 | modifier les données · modifier les données |
| Buffignécourt                          | 70106      | CC Terres de Saône   | 6,27             | 129 (2022)                        | 21                 | modifier les données · modifier les données |
| Chaux-lès-Port                         | 70146      | CC Terres de Saône   | 4,15             | 161 (2022)                        | 39                 | modifier les données · modifier les données |
| Conflandey                             | 70167      | CC Terres de Saône   | 5,30             | 357 (2022)                        | 67                 | modifier les données · modifier les données |
| Contréglise                            | 70170      | CC Terres de Saône   | 9,61             | 113 (2022)                        | 12                 | modifier les données · modifier les données |
| Cubry-lès-Faverney                     | 70190      | CC Terres de Saône   | 5,59             | 186 (2022)                        | 33                 | modifier les données · modifier les données |
| Cuve                                   | 70194      | CC de la Haute Comté | 8,10             | 129 (2022)                        | 16                 | modifier les données · modifier les données |
| Dampierre-lès-Conflans                 | 70196      | CC de la Haute Comté | 10,37            | 258 (2022)                        | 25                 | modifier les données · modifier les données |
| Dampvalley-Saint-Pancras               | 70200      | CC de la Haute Comté | 4,65             | 45 (2022)                         | 9,7                | modifier les données · modifier les données |
| Équevilley                             | 70214      | CC Terres de Saône   | 9,46             | 120 (2022)                        | 13                 | modifier les données · modifier les données |
| Faverney                               | 70228      | CC Terres de Saône   | 18,23            | 976 (2022)                        | 54                 | modifier les données · modifier les données |
| Flagy                                  | 70235      | CC Terres de Saône   | 9,70             | 137 (2022)                        | 14                 | modifier les données · modifier les données |
| Fleurey-lès-Faverney                   | 70236      | CC Terres de Saône   | 11,29            | 454 (2022)                        | 40                 | modifier les données · modifier les données |
| Fontenois-la-Ville                     | 70242      | CC de la Haute Comté | 12,19            | 136 (2022)                        | 11                 | modifier les données · modifier les données |
| Girefontaine                           | 70269      | CC de la Haute Comté | 3,56             | 32 (2022)                         | 9,0                | modifier les données · modifier les données |
| Grattery                               | 70278      | CC Terres de Saône   | 6,19             | 215 (2022)                        | 35                 | modifier les données · modifier les données |
| Jasney                                 | 70290      | CC de la Haute Comté | 13,02            | 186 (2022)                        | 14                 | modifier les données · modifier les données |
| Mailleroncourt-Saint-Pancras           | 70323      | CC de la Haute Comté | 14,90            | 186 (2022)                        | 12                 | modifier les données · modifier les données |
| Melincourt                             | 70338      | CC de la Haute Comté | 14,98            | 221 (2022)                        | 15                 | modifier les données · modifier les données |
| Menoux                                 | 70341      | CC Terres de Saône   | 14,70            | 299 (2022)                        | 20                 | modifier les données · modifier les données |
| Mersuay                                | 70343      | CC Terres de Saône   | 11,75            | 279 (2022)                        | 24                 | modifier les données · modifier les données |
| Montureux-lès-Baulay                   | 70372      | CC Terres de Saône   | 6,34             | 159 (2022)                        | 25                 | modifier les données · modifier les données |
| La Pisseure                            | 70411      | CC de la Haute Comté | 2,30             | 39 (2022)                         | 17                 | modifier les données · modifier les données |
| Plainemont                             | 70412      | CC de la Haute Comté | 3,30             | 66 (2022)                         | 20                 | modifier les données · modifier les données |
| Polaincourt-et-Clairefontaine          | 70415      | CC Terres de Saône   | 21,40            | 600 (2022)                        | 28                 | modifier les données · modifier les données |
| Provenchère                            | 70426      | CC Terres de Saône   | 5,82             | 238 (2022)                        | 41                 | modifier les données · modifier les données |
| Saint-Rémy-en-Comté                    | 70472      | CC Terres de Saône   | 9,08             | 439 (2022)                        | 48                 | modifier les données · modifier les données |
| Saponcourt                             | 70476      | CC Terres de Saône   | 4,89             | 76 (2022)                         | 16                 | modifier les données · modifier les données |
| Scye                                   | 70483      | CC Terres de Saône   | 5,84             | 135 (2022)                        | 23                 | modifier les données · modifier les données |
| Senoncourt                             | 70488      | CC Terres de Saône   | 11,26            | 185 (2022)                        | 16                 | modifier les données · modifier les données |
| Le Val-Saint-Éloi                      | 70518      | CC Terres de Saône   | 7,06             | 95 (2022)                         | 13                 | modifier les données · modifier les données |
| Vauchoux                               | 70524      | CC Terres de Saône   | 4,64             | 122 (2022)                        | 26                 | modifier les données · modifier les données |
| Venisey                                | 70545      | CC Terres de Saône   | 6,80             | 134 (2022)                        | 20                 | modifier les données · modifier les données |
| Villers-sur-Port                       | 70566      | CC Terres de Saône   | 10,25            | 199 (2022)                        | 19                 | modifier les données · modifier les données |
| Canton de Port-sur-Saône               | 7011       |                      | 445,92           | 13 906 (2022)                     | 31                 | modifier les données                        |

## Démographie

### Démographie avant 2015
| 1962  | 1968  | 1975  | 1982  | 1990  | 1999  | 2006  | 2011  | 2012  |
| ----- | ----- | ----- | ----- | ----- | ----- | ----- | ----- | ----- |
| 5 387 | 5 620 | 6 054 | 6 516 | 6 434 | 6 775 | 7 125 | 7 402 | 7 430 |

### Démographie depuis 2015
En 2022, le canton comptait 13 906 habitants, en évolution de −4 % par rapport à 2016 (Haute-Saône : −1,4 %, France hors Mayotte : +2,11 %).
| 2013   | 2018   | 2022   |
| ------ | ------ | ------ |
| 14 689 | 14 259 | 13 906 |